# しあわせ未満
「しあわせ未満」（しあわせみまん）は、太田裕美が1977年の1月に発売したシングルである。1977年の年間シングル売り上げ第37位にランクされた。

## 解説
- 太田のシングルで歌詞の内容が全て「男性語」となるのは、この曲が初めてである（その後「南風 - SOUTH WIND -」「振り向けばイエスタディ」「君と歩いた青春」なども男性語の詞となる）。

## 収録曲
A面
1. しあわせ未満（3分48秒）
  - 作詞:松本隆／作曲:筒美京平／編曲:萩田光雄

B面
1. 初恋ノスタルジー（3分55秒）
  - 作詞:松本隆／作曲:筒美京平／編曲:萩田光雄